# Баллихейз
Баллихейз (англ. Ballyhaise; ирл. Béal Átha hÉis, «вход в крепость быстрой воды») — деревня в Ирландии, находится в графстве Каван (провинция Ольстер) неподалёку от столицы графства. Через деревню течёт река Аннали.
Местная железнодорожная станция была открыта 1 апреля 1862 года, закрыта для пассажиров 14 октября 1957 года и окончательно закрыта 1 января 1963 года.

## Демография
Население — 597 человек (по переписи 2006 года). В 2002 году население составляло 530 человек.
Данные переписи 2006 года:
| Общие демографические показатели |               |                               |                               |      |      |
| Всё население                    | Всё население | Изменения населения 2002—2006 | Изменения населения 2002—2006 | 2006 | 2006 |
| 2002                             | 2006          | чел.                          | %                             | муж. | жен. |
| 530                              | 597           | 67                            | 12,6                          | 286  | 311  |